# James Samuel Van Teslaar
James Samuel Van Teslaar (ur. 1 stycznia 1886 w Bacău, zm. 3 lutego 1926 w Nowym Jorku) – rumuńsko-amerykański psychiatra.
Urodził się w Bacău w Rumunii. Gdy miał 10 lat, razem z rodziną przeniósł się do Bukaresztu. Kilka lat później emigrował do Stanów Zjednoczonych. Uczył się w Rush Medical College i ukończył College of Physicians and Surgeons of San Francisco. Asystent neurologii w Massachusetts General Hospital w Bostonie. Był sekretarzem Massachusetts Mental Hygiene Society. Tłumaczył na angielski prace Wilhelma Stekela.
W 1922 roku w swojej pracy użył określenia transvestite, prawdopodobnie po raz pierwszy w języku angielskim.
W 1923 ożenił się z Sophią Golub. Zmarł w 1926 roku na zawał serca.

## Wybrane prace
- Review of Dementia praecox oder gruppe der schizophrenie. Journal of Abnormal Psychology s. 374-377 (1912)
- The problems and present status of religious psychology (1914)
- Religion and Sex: An Account of the Erotogenetic Theory of Religion as Formulated by Theodore Schroeder. Psychoanalytic review 2, s. 81-92 (1915)
- When I was a boy in Roumania. Boston: Lothrop, Lee & Shepard, 1917
- Freud and our Frailties. The Forum 66 (1921)
- The significance of psychoanalysis in the history of science. Internat. J. Psycho-Anal. 2, s. 339-353 (1921)
- The Death of Pan: A Classical Instance of Verbal Misinterpretation. Psychoanalytic Review 8 s. 180 (1921)
- Sex and the senses. Boston, R.G. Badger 1922
- An outline of psychoanalysis. New York, 1924

Tłumaczenia
- William Stekel: The homosexual neuroses. Transl. by James S. Van Teslaar.  Boston, 1922
- William Stekel: Psychoanalysis and suggestion therapy; their technique, applications, results, limits, dangers and excesses. Authorized transl. by James S. Van Teslaar. London, New York, 1923
- William Stekel: Peculiarities of behavior; wandering mania, dipsomania, cleptomania, pyromania, and allied impulsive acts. English version by J. S. Van Teslaar. New York, 1924
- William Stekel: Bi-Sexual Love. Brooklyn, New York, U.S.A.: Physicians and Surgeons Book Co., 1934
- William Stekel. The Homosexual Neurosis. New York, U.S.A. Emerson Books 1945
- William Stekel: Frigidity in Woman: In Relation to Her Love Life. 1926